# Гронінген (аеропорт)
Аеропорт Гронінген-Елде (нід. Groningen Airport Eelde (IATA: GRQ, ICAO: EHGG)) — невеликий міжнародний аеропорт поблизу Елде, провінція Дренте на північному сході Нідерландів. За 8,9 км S від міста Гронінген. В 2015 році аеропорт обробив 220 710 пасажирів. Аеропорт також є базою льотної академії KLM, Noord Nederlandse Aero Club (NNAC) та загальної авіації.
Аеропорт почав працювати під назвою «Hakenkampsveld» в 1928 році і був офіційно відкритий в 1931 році. В 1933 році його було перейменовано на «Luchthaven Eelde». З 1958 року з аеропорту виконуються рейси до аеропортів Європи. З 1988 року аеропорт має назву Groningen Airport Eelde.
Аеропорт є хабом для:
- Flybe
- Transavia

## Авіалінії та напрямки, липень 2022
| Авіакомпанія            | Пункт призначення                                                   |
| ----------------------- | ------------------------------------------------------------------- |
| Blue Islands            | Сезонний чартер: Гернсі                                             |
| Corendon Airlines       | Сезонний: Анталія, Бодрум                                           |
| Corendon Dutch Airlines | Сезонний: Іракліон                                                  |
| Transavia               | Селен-Трюсиль (з 17 грудня 2022),, Оре/Естерсунд (з 17 грудня 2022) |
| TUI fly Netherlands     | Гран-Канарія Сезонно: Пальма-де-Мальорка                            |

## Статистика
Див. джерело запитів Вікіданих та джерела.
| Рік  | Авіатрафік       | Пасажирообіг      |
| ---- | ---------------- | ----------------- |
| 1997 | 85.589           | 83.151            |
| 1998 | 88.980 (▲4,0 %)  | 114.160 (▲37,3 %) |
| 1999 | 81.879 (▼8,0 %)  | 90.168 (▼21,0 %)  |
| 2000 | 69.054 (▼15,7 %) | 78.266 (▼13,2 %)  |
| 2001 | 61.324 (▼11,2 %) | 94.220 (▲20,4 %)  |
| 2002 | 67.783 (▲10,5 %) | 107.466 (▲14,1 %) |
| 2003 | 54.890 (▼19,0 %) | 137.607 (▲28,0 %) |
| 2004 | 43.146 (▼21,4 %) | 119.218 (▼13,4 %) |
| 2005 | 44.925 (▲4,1 %)  | 122.794 (▲3,0 %)  |
| 2006 | 54.843 (▲22,1 %) | 129.012 (▲5,1 %)  |
| 2007 | 59.406 (▲8,3 %)  | 135.726 (▲5,2 %)  |
| 2008 | 61.322 (▲3,2 %)  | 148.949 (▲9,7 %)  |
| 2009 | 65.617 (▲7,0 %)  | 136.044 (▼8,7 %)  |
| 2010 | 63.866 (▼2,7 %)  | 122.659 (▼9,8 %)  |
| 2011 | 52.786 (▼17,3 %) | 114.327 (▼6,8 %)  |
| 2012 | 46.473 (▼12,0 %) | 180.812 (▲58,2 %) |
| 2013 | 43.833 (▼5,7 %)  | 176.212 (▼2,5 %)  |
| 2014 | 38.949 (▼11,1 %) | 169.369 (▼3,9 %)  |
| 2015 | 23.456 (▼39,8 %) | 180.879 (▲6,8 %)  |
| 2016 | 24.746 (▲ 5,5 %) | 152.451 (▼15,7 %) |
| 2017 | 27.005 (▲ 8,4 %) | 228.000 (▲49.6 %) |
| 2018 | 21.694 ▬         | 241.737 (▲6 %)    |